# 弱氦星
弱氦星是化學性質奇特的恆星，它們的光譜在光譜類型有微弱的氦線。它們的氦線顯示是在晚期較低的溫度，比氫線顯示的低。 

## 弱氦星列表
這是一份不完整的弱氦星清單：
- HR 939
- HR 1100
- HR 1121
- HR 1441
- HR 2509
- HR 3448
- HR 4801
- HR 8137
- 水蛇座θ
- HD 34797
- HD 35456